# Hockey su ghiaccio Juventus
L'Hockey su ghiaccio Juventus, anche noto come Juventus Torino, più brevemente come H.G. Juventus o semplicemente come Juventus, è stata una squadra di hockey su ghiaccio italiana, con sede nella città di Torino.
Sezione hockeistica della polisportiva Juventus – Organizzazione Sportiva S.A. istituita nel 1940, partecipò al campionato nazionale dell'anno successivo – l'unico disputato durante la seconda guerra mondiale – ottenendo il terzo posto. Dopo la fine del conflitto bellico in Europa e in seguito a difficoltà in ambito finanziario, alla sospensione delle attività federali nonché alla crisi sportiva sorta in città, la sezione concluse l'attività nel 1945 durante la fase di liquidazione della polisportiva. Ciononostante, prese ancora parte ad alcuni incontri amichevoli, diventando la base su cui si sarebbe costituito l'Hockey Club Torino alla fine del decennio.

## Storia

### Le origini
La sezione di disco sul ghiaccio della Juventus fu istituita nel dicembre del 1940 per iniziativa dell'allora vicepresidente dell'omonima società polisportiva, Piero Dusio, durante la gestione del conte Emilio de la Forest de Divonne; Dusio gli subentrò alla presidenza nello stesso anno per continuare il progetto di diversificazione delle attività, rispetto a quella principale del calcio, iniziata nel 1923 dall'imprenditore torinese Edoardo Agnelli.
Durante il suo primo triennio d'attività, per ragioni politiche, il club presse il nome di «Disco su ghiaccio Juventus» e la sua gestione fu incaricata al dottore Ernesto Bocca, uno dei membri del Consiglio Direttivo della Juventus O.S.A., mentre che l'ex calciatore bianconero Gianpiero Combi fu eletto direttore sportivo. La squadra era inizialmente composta da atleti che in precedenza avevano militato nel Nord Torino e nel G.U.F. Torino, società che in quel periodo conclusero le proprie attività agonistiche.

Una scena dell'incontro di disco su ghiaccio disputato a Torino tra il DG Juventus e l'Asiago, vinto dalla squadra bianconera per uno a zero.

Il primo incontro della formazione bianconera, un trionfo per uno a zero contro l'Asiago, si disputò il 12 gennaio 1941 al Campo Juventus, uno scenario polivalente capace di 2 000 posti sito all'interno del Circolo Sportivo Juventus, in Corso IV Novembre 151, dove la squadra avrebbe disputato tutti i suoi incontri casalinghi. Tuttavia, a causa dei contemporanei eventi bellici, il DG Juventus partecipò al suo unico campionato di Serie A organizzato dalla Federazione italiana sport invernali (FISI), nella stagione 1941, l'unico disputato durante il periodo prima della sospensione dell'attività federali; durante le fasi eliminatorie perse l'unica partita giocata, contro la seconda squadra dell'AMDG Milano, qualificandosi al terzo posto finale di quell'edizione e diventando in seguito l'unica formazione torinese attiva nella disciplina sino al suo scioglimento, avvenuto quattro anni più tardi, per motivi finanziari aggravati dalla crisi dello sport in città.

### Dopo l'attività agonistica
Nel 1949 la squadra disputò due incontri amichevoli sotto il nome di «Hockey su ghiaccio Juventus» (denominazione assunta nel secondo dopoguerra) contro la sezione hockeistica del Torino, pochi mesi prima della fondazione dell'Hockey Club. Le formazioni che rappresentarono i bianconeri e i granata vennero selezionate tra i giocatori di hockey dell'S.C. Galvani, a seconda della loro fede sportiva; le società calcistiche di bianconeri e granata avallarono l'iniziativa, fornendo agli hockeisti le loro maglie ufficiali. Gl'incontri, disputati il 15 e il 22 gennaio di fronte a un folto pubblico (tra cui i calciatori juventini Boniperti, Cavalli e Rava) furono molto combattuti secondo le cronache di stampa, tuttavia non fu possibile assegnare la palma cittadina: infatti, entrambe le partite terminarono con il risultato di due reti a due.
Infine, l'attività hockeistica sviluppata dalla Juventus fu la base per la costituzione di una nuova associazione sportiva: l'Hockey Club Torino, attraverso l'intervento dell'industriale Italo Cappabianca, membro della Società Iniziative Sportive (S.I.S.) nonché fondatore nel dicembre 1949.

## Colori e simboli
L'uniforme di gioco dell'Hockey su ghiaccio Juventus, pressoché identica a quella indossata dalla formazione calcistica durante gli anni 1940, fu composta da una maglia a strisce verticali bianche e nere, tradizionalmente abbinata a pantaloncini neri e calzettoni composti da righe orizzontali bianche e nere, mentre che la seconda divisa era interamente nera con una lettera «J» bianca stilizzata alla destra del petto.

## Strutture
L'Hockey su ghiaccio Juventus ebbe come suo impianto casalingo il Campo Juventus di Torino, un impianto polivalente coperto nonché capace di 2 000 posti a sedere, sito all'interno del polifunzionale Circolo Sportivo Juventus, dove si trovava la sede sociale della Juventus O.S.A. Il Campo Juventus era anche in uso regolarmente per gli allenamenti della squadra.